# Norwood (Missouri)
Pour les articles homonymes, voir Norwood.
Norwood est une petite ville du comté de Wright, dans l'État du Missouri, aux États-Unis. En 2010, elle compte 665 habitants.

## Toponymie
Le nom de la ville provient du roman Norwood: or, Village Life in New England de Henry Ward Beecher.

## Géographie
Norwood est située aux coordonnées 37° 06′ 35″ N, 92° 25′ 00″ O (37.109700, -92.416619), à une altitude de 454 mètres.
D'après le Bureau du recensement des États-Unis, la ville s'étend sur un territoire de 4,14 km2, intégralement constitué de terre.